# Riverhead (Kent)
Pour les articles homonymes, voir Riverhead.
Riverhead est une paroisse civile et un village du Kent, en Angleterre.